# Jens Peter Schjødt
Jens Peter Schjødt (Aarhus, Dinamarca, 1952) és un historiador de les religions i professor al Departament de Religió i Àrab-Estudis Islàmics a la Universitat d'Aarhus (on és catedràtic i doctorat), Dinamarca. La seva principal àrea d'investigació és la religió nòrdica i la fenomenologia i estudis de religió comparada de les mitologia indoeuropea. Schjødt centra la seva recerca principalment en funció de la mitologia com a marc d'explicació cosmològica per als éssers humans. Jens Peter Schjødt va defensar la seva càtedra l'any 1980 a la Universitat d'Aarhus. El 1988 va ser nomenat professor ajudant al Departament de Religió i va ser nomenat professor associat el 1990. Va ser guardonat amb un doctorat (Dr Phil.) l'any 2004, i el 2008 va ser nomenat professor al mateix lloc.

## Publicacions seleccionades
Els seus llibres han estat traduïts a l'anglès i escriu originalment en danès.
- (2009): "Basic Traits in Religious World Views", i Østreng, W. (red.) Confluence, Centre for Advanced Study at the Norwegian Academy of Science and Letters, Oslo, s. 115-118.
- (2009): "Freyr and Fródi and Some reflections on Euhemerism", i Heizman, W. (red.) Analecta Septentrionalia, Walter de Gruyter, Berlin, New York, s. 567-579.
- (2009): "Kan myten være virkelighed?", i Ney, A., Jakobsson, Á., Lassen, A. (red.) Fornaldarsagaerne. Myter og virkelighed, 1 udg., Museum Tusculanums Forlag, København, s. 167-180.
- (2008): Initiation Between Two Worlds, Syddansk Universitetsforlag.
- (2008): "The Old Norse Gods", i Brink, S. (red.) The Viking World, Taylor & Francis, Londres i Nova York, s. 219-222.
- (2007): "Contemporary Research into Old Norse Mythology", i Hermann, P., Schjødt, J.P., Kristensen, R.T. (red.) Reflections on Old Norse Myths, Brepols Publishers, Turnhout, s. 1-16.
- (2007): "Hvad er det i grunden, vi rekonstruerer?", Religionsvidenskapeligt Tidsskrift, nr. 50, s. 33-45.
- (2007): "Ibn Fadlan's Account of a Rus Funeral: To What Degree Does it Reflect Nordic Myths?", i Hermann, P., Schjødt, J.P., Kristensen, R.T. (red.) Reflections on Old Norse Myths, Brepols Publishers, Turnhout, s. 133-148.
- (2007): "Ódinn, Warriors, and Death", i Quinn, J., Heslop, K., Wills, T. (red.) Learning and Understanding in the Old Norse World, Brepols Publishers, Turnhout, s. 137-151.
- (2007): Hermann, P., Schjødt, J.P., Tranum Kristensen, R. (red.) Reflections on Old Norse Myths, Brepols Publishers, Turnhout.
- (2004): Initiation, liminalitet og tilegnelse af numinøs viden. En undersøgelse af struktur og symbolik i førkristen nordisk religion, Det Teologiske Fakultet, Århus. DOKTORDISPUTATS
- (1999): Det førkristne Norden. Religion og Mytologi, 1. udg., Spektrum, København.
- (1994): Schjødt, J.P., Drobin, U., Pentikäinen, J., Steinsland, G., Sørensen, P.M. (red.), Myte og Ritual i det førkristne Norden. et symposium, 1. udg., Odense Universitetsforlag, Odense.
- (1994): Schjødt, J.P., Jensen, H.J.L., Suveræniteten, kampen og frugtbarheden. Georges Dumézil og den indoeuropæiske ideologi, Århus Universitetsforlag, Århus.